# خميلي سونيلي

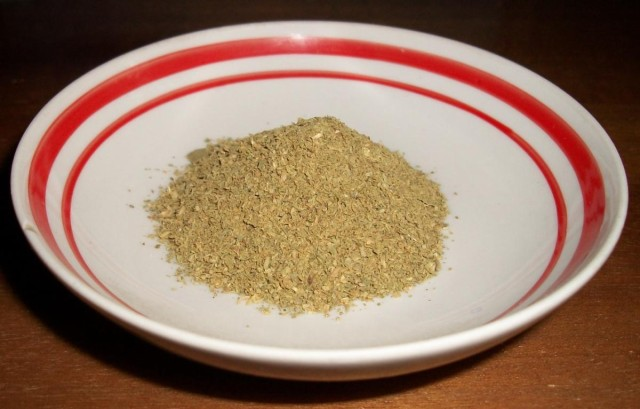
خميلي سونيلي.

خميلي سونيلي أو التوابل المجففة، (بالجورجية: ხმელი სუნელი) هو طبق طعام تقليدي معروف في جورجيا، وهو خليط ومزيج من التوابل الجورجية التقليدية. وينتشر شعبيًا في جورجيا ومنطقة القوقاز بأكملها. من بين الأعشاب والتوابل المستخدمة في خميلي سونيلي هي: بذور الكزبرة المطحونة، بذور الكرفس، الريحان المجفف، الشبت ، بقدونس، أوراق الحلبة المجففة، الندغ الصيفي، ورق الغار، النعناع، القطيفة.